# Lipomo
Lipomo is een gemeente in de Italiaanse provincie Como (regio Lombardije) en telt 5758 inwoners (31-12-2004). De oppervlakte bedraagt 2,5 km², de bevolkingsdichtheid is 2244 inwoners per km².

## Demografie
Lipomo telt ongeveer 2211 huishoudens. Het aantal inwoners daalde in de periode 1991-2001 met 4,5% volgens cijfers uit de tienjaarlijkse volkstellingen van ISTAT.
| Jaar | Inwoneraantal |
| ---- | ------------- |
| 1991 | 5784          |
| 2001 | 5523          |

## Geografie
De gemeente ligt op ongeveer 384 m boven zeeniveau.
Lipomo grenst aan de volgende gemeenten: Capiago Intimiano, Como, Montorfano, Tavernerio.